# اولیوارس (تگزاس)
اولیوارس (به انگلیسی: Olivarez) یک منطقهٔ مسکونی در ایالات متحده آمریکا است که در شهرستان ایدالگو، تگزاس واقع شده‌است. اولیوارس ۹٫۵ کیلومتر مربع مساحت و ۳٬۸۲۷ نفر جمعیت دارد و ۲۰ متر بالاتر از سطح دریا واقع شده‌است.